# Paul Paton
Paul Paton, né le 18 avril 1987, est un footballeur nord-irlandais évoluant actuellement au poste de milieu défensif au Dumbarton FC.

## Biographie
Né dans la ville de Paisley, en Écosse, Paul Paton commence à jouer au football au centre de formation du St. Mirren FC, avant de rejoindre en juillet 2005 le Queen's Park FC, plus vieux club de football d'Écosse (fondé en 1867), et qui possède un statut amateur.

### Partick Thistle
En mai 2008, il signe son premier contrat pro en rejoignant le Partick Thistle FC pour une durée de trois ans. Il joue son premier match avec son nouveau club le 26 juillet 2014 contre son ancien club, le Queen's Park FC.

Trois jours plus tard, il joue un match de Coupe de la Ligue contre le Forfar AFC, et octroie deux passes décisives, permettant à son équipe de s'imposer 4 buts à 3 après les prolongations.
Il devient alors un véritable cadre de l'équipe, jouant quasiment tous les matchs de championnat de son équipe (il n'a manqué qu'un seul match), et a grandement aidé son club à se hisser jusqu'aux demi-finales de la Challenge Cup, où le Partick Thistle est battu par l'Airdrieonians FC.
À partir de la 2011-2012, il est replacé et se met à jouer majoritairement aux postes de défenseur central et d'arrière droit.

La saison suivante, il participe au beau parcours de son équipe en Challenge Cup, qui atteint la finale de la compétition, mais perd lors de la séance des tirs au but face au Queen of the South FC.
À la fin de la saison, le Partick Thistle est promu en 1re division.

### Dundee United et après
À la suite de ses bonnes performances avec le Partick Thistle, Paton et son coéquipier Chris Erskine (en) sont transférés au Dundee United FC, l'un des clubs écossais les plus titrés. Il joue son premier match avec sa nouvelle équipe le 2 août 2013 contre son ancien club.
Avec le Dundee United, il parvient à atteindre la finale de la SFA Cup, mais lui et son équipe perdent finalement 2 buts à 0 face au St. Johnstone FC.
Fin octobre 2014, il est accusé d'avoir agressé le portier polonais du Celtic Łukasz Załuska.
Le 18 décembre 2014, Paul Paton écope de deux matchs de suspension pour avoir craché six jours plus tôt sur le joueur de l'Aberdeen FC Jonny Hayes. Paton fait appel de sa sanction, et bien que Jonny Hayes ait nié le fait que Paton lui ait craché dessus, son appel est rejeté.

Le 13 mars 2018, il rejoint Plymouth Argyle.

### Sélection nationale
Paul Paton est appelé pour la première fois avec la sélection nord-irlandaise en mars 2014 pour remplacer Sammy Clingan, blessé. Cependant, il ne joue pas, regardant le match contre la Chypre depuis le banc de touche.
Finalement, il joue son premier sous les couleurs de sa sélection le 31 mai 2014 lors d'un match amical contre l'Uruguay.
Après ce match, il continue d'être appelé en sélection, mais ne joue pas. En mars 2015, une grave blessure met fin à ses espoirs d'obtenir du temps de jeu en sélection.

## Palmarès

### Partick Thistle
- Champion de D2 écossaise en 2013
- Finaliste de la Challenge Cup en 2013

### Dundee United
- Finaliste de la Coupe d'Écosse en 2014
- Finaliste de la Coupe de la Ligue écossaise en 2015